# Ammophila areolata
Ammophila areolata es una especie de avispa del género Ammophila, familia Sphecidae.

## Taxonomía
Fue descrito por primera vez en 1871 por Walker. 